# Password Authentication Protocol
PAP (англ. Password Authentication Protocol) — протокол простой проверки подлинности, предусматривающий отправку имени пользователя и пароля на сервер удалённого доступа открытым текстом (без шифрования).
Протокол аутентификации PAP используется в протоколе PPP (англ. Point-to-Point Protocol), для предоставления пользователям доступа к серверным ресурсам. Почти все сетевые операционные системы поддерживают протокол PAP.
PAP передает незашифрованные ASCII коды по сети и поэтому крайне небезопасен, поскольку пересылаемые пароли можно легко читать в пакетах, которыми обмениваются стороны в ходе проверки подлинности. Обычно PAP используется только при подключении к старым серверам удалённого доступа на базе UNIX, которые не поддерживают никакие другие протоколы проверки подлинности.